# Michael Caine
Sir Michael Caine (CBE) (født Maurice Joseph Micklewhite 14. marts 1933 i London) er en engelsk skuespiller. Han har været oscarnomineret seks gange og to gange blevet kåret som bedste mandlige birolle for Woody Allens Hannah og hendes søstre og for Æblemostreglementet. Han havde desuden en stor rolle i filmen Manden der ville være konge.
I de seneste år, har han flittigt samarbejdet med den britiske instruktør Christopher Nolan, i samtlige af dennes film, siden Batman Begins fra 2005. Caine medvirker også i Nolans science-fiction-film, Inception.
Han blev i 1992 optaget i Order of the British Empire og i 2000 adlet som Sir Maurice Micklewhite.
Caine annoncerede, at han trak sig tilbage fra skuespillet og dermed gik på pension i oktober 2023.

## Udvalgt filmografi
- The Ipcress File (1965)
- The Italian Job (1969)
- Get Carter (1971)
- Zulu (1964)
- Lærenemme Rita (1983)
- Hannah og hendes søstre (1986)
- Dødens Gab 4 - Hævnen (1987)
- Æblemostreglementet (1999)
- The Quiet American (2002)
- Austin Powers in Goldmember (2002)
- The Actors (2003)
- Batman Begins (2005)
- Bewitched (2005)
- Children of Men (2006)
- The Prestige (2006)
- The Dark Knight (2008)
- Harry Brown (2009)
- Inception (2010)
- The Dark Knight Rises (2012)
- Now You See Me (2013)
- Interstellar (2014)
- Kingsman: The Secret Service (2014)
- The Last Witch Hunter (2015)
- Now You See Me 2 (2016)
- Going in Style (2017)
- Tenet (2020)
- The Great Escaper (2023)